# Robert Louis Stevenson State Park
Il Robert Louis Stevenson State Park è un'area naturale protetta della California, localizzata nella Contea di Napa e in quella di Sonoma, Stati Uniti.
Il parco offre 8 km di escursioni sul Mount Saint Helena da cui si gode una panoramica della San Francisco Bay Area. Nelle giornate limpide è possibile osservare la vetta del Monte Shasta. Il parco prende il nome dallo scrittore Robert Louis Stevenson, l'autore de L'isola del tesoro e Il ragazzo rapito. Nel 1880, Stevenson e la moglie Fanny Van de Grift trascorsero la loro luna di miele in una capanna presso una miniera proprio sul Mount Saint Helena con il figlio di lei, Lloyd Osbourne.
Il libro di Stevenson, The Silverado Squatters, narra le storie delle sue esperienze nella zona. L'area ha un terreno accidentato, con le foreste sempreverdi che ricoprono i pendii a nord del monte. Il Robert Louis Stevenson State Park si trova tra le città di Calistoga e Middletown.